# Poker Face
Poker Face is een Grammy Award-winnend electropopnummer van zangeres Lady Gaga.

## Geschiedenis
Poker Face werd in 2008 uitgebracht als tweede single van Lady Gaga's debuutalbum The Fame. Het nummer is een productie van RedOne en topte in twintig landen de hitlijsten, waardoor het het succes van voorganger Just Dance overtrof en het Gaga's meest succesvolle single is. In week dertien bevonden zowel Just dance (op de derde plaats) als Poker Face (op de eerste plaats) zich in de top drie van de Nederlandse Top 40.

## Structuur en compositie
Poker Face is een uptempo dancenummer in dezelfde lijn als Just dance. Waar de voorganger een volledige electropopnummer was, heeft Poker Face donkere coupletten en een refrein met duidelijke vocalen en een pophook, terwijl het de synths van Just dance en de beats van LoveGame combineert. Het verschil tussen de coupletten en het refrein is groot. Het refrein bevat uitbundige synths en er wordt ook in een hogere toonhoogte gezongen dan in de coupletten. Het nummer draait om seksuele toespelingen en plagerijen. Volgens de BBC, is de "mum-mum-mum-mah"-hook gesampled van Boney M's Ma Baker uit 1977.

## Videoclip
De videoclip van Poker Face werd geregisseerd door Ray Kay en ging op 22 oktober 2008 in première. De videoclip speelt rond een zwembad en een groot huis. De clip begint met Lady Gaga, die uit het zwembad komt met een masquerademasker op. Ze gooit het masker weg en het nummer begint met een shot gericht op Gaga's gezicht terwijl zij zingt. Door de clip heen zijn scènes te zien met Gaga in een mansion (terwijl zij strippoker speelt met haar vrienden), op een sofa met een man, en dansend met haar dansers bij het zwembad in een turquoise badpak. In de clip zijn twee Duitse dogs te zien en verscheidene witte mannequins bij het zwembad die haar bediendes spelen. In de clip is GaGa ook te zien met haar kenmerkende Pop Culture-zonnebril terwijl zij naast het zwembad zit. De videoclip eindigt met een hoofdshot van GaGa die de "Mum-mum-mum-ma" hook zingt.

## Navolging
- In Duitsland speelde Chris Daughtry een akoestische versie van Poker Face.
- In de single Make Her Say van Kid Cudi zit een deel van Poker Face van de Cherrytree Sessions EP versie.
- De Libanees-Britse zanger Mika maakte een eigen versie tijdens zijn verblijf in de BBC Radio 1 Live Lounge. Later werd deze versie uitgebracht als: Rain.
- In South Park zingt Eric Cartman het lied in de aflevering Whale Whores. Dit lied was te downloaden voor het videospel Rock Band.
- Bij Family Guy werd het lied ten gehore gebracht door Alex Borstein die Marlee Matlin nadeed.

## Hitlijsten
In week 9 van 2009 debuteerde Poker Face in de Nederlandse Tipparade. Twee weken later debuteerde de single in de Nederlandse Top 40 en sprong in week twaalf, na enkele dagen op de eerste plaats te hebben gestaan in de iTunes top 100, naar de vierde plek van de Nederlandse Top 40. In week dertien bereikte het de koppositie in de Nederlandse Top 40 op Radio 538. Ook in de publieke hitlijst, de Mega Top 50 op 3FM, bereikte de single de nummer 1-positie.
In België (Vlaanderen) behaalde single de eerste positie na vier weken. Het moest de toppositie na één week weer afstaan, maar keerde de week er op weer terug op de eerste plaats om deze acht weken in bezit te houden, waarmee de single in totaal negen weken op nummer één stond in de Vlaamse Ultratop 50. In de Vlaamse Radio 2 Top 30 werd géén notering behaald.
Ook in de Australische ARIA Singles Cart bereikte Poker Face de eerste plaats en verbleef daar acht weken. Het was Gaga's tweede nummer-1 hit, na Just Dance, die daar echter één week verbleef. Na zestien weken in de lijst te hebben gestaan, is de single 140.000 keer verkocht en heeft de dubbele platina status vergaard. In Canada bereikte de single de top 10. In december 2008 behaalde de single de toppositie en verbleef daar in totaal negen weken. In het midden van deze periode nam Kelly Clarksons My Life Would Suck Without You de eerste plek over, maar Poker Face stond na een week weer op een. In de Amerikaanse Billboard Hot 100 behaalde Poker Face ook de eerste plek. In de Britse UK Singles Chart bereikte het nummer nog voor de release de eerste plek.

## Tracklist
Australische cd-single
1. "Poker Face" (Album Version) - 3:58
2. "Just Dance" (Robots to Mars Remix) - 4:38

Nederlandse / Belgische / Franse cd-single
1. "Poker Face" (Album Version) - 3:58
2. "Poker Face" (Glam As You Club Mix by Guena LG) - 7:51
3. "Poker Face" (Dave Aude Remix) - 8:12

Promo-cd
1. "Poker Face" (Radio Mix) – 3:50
2. "Poker Face" (Album Version) – 3:59
3. "Poker Face" (Dave Aude Radio Mix) – 3:53
4. "Poker Face" (Dave Aude Club Mix) – 8:13
5. "Poker Face" (Dave Aude Club Dub) – 7:20

Radio Mixes promo-cd
1. "Poker Face" (Album Version) – 4:01
2. "Poker Face" (Glam As You Radio Mix By Guena LG) – 3:51
3. "Poker Face" (Dave Aude Radio Edit) – 3:49
4. "Poker Face" (LGG Vs. GLG Radio Mix) – 4:06
5. "Poker Face" (Jody Den Broeder Edit) – 4:21

Club Mixes promo-cd
1. "Poker Face" (Glam As You Club Mix By Guena LG) – 7:52
2. "Poker Face" (Dave Aude Dub) – 7:27
3. "Poker Face" (LGG Vs. GLG Club Mix) – 6:33
4. "Poker Face" (Jody Den Broeder Remix) – 8:04
5. "Poker Face" (Jody Den Broeder Dub) – 8:05

iTunes ep
1. "Poker Face" (Space Cowboy Remix) - 4:54
2. "Poker Face" (Dave Aude Remix) - 8:13
3. "Poker Face" (Jody Den Broeder Remix) - 8:05

Andere Remixes
1. "Poker Face" (Milhouse Remix) - 3:41

## Hitnoteringen
| Hitnotering: 14-03-2009 t/m 04-07-2009 | Hitnotering: 14-03-2009 t/m 04-07-2009 | Hitnotering: 14-03-2009 t/m 04-07-2009 | Hitnotering: 14-03-2009 t/m 04-07-2009 | Hitnotering: 14-03-2009 t/m 04-07-2009 | Hitnotering: 14-03-2009 t/m 04-07-2009 | Hitnotering: 14-03-2009 t/m 04-07-2009 | Hitnotering: 14-03-2009 t/m 04-07-2009 | Hitnotering: 14-03-2009 t/m 04-07-2009 | Hitnotering: 14-03-2009 t/m 04-07-2009 | Hitnotering: 14-03-2009 t/m 04-07-2009 | Hitnotering: 14-03-2009 t/m 04-07-2009 | Hitnotering: 14-03-2009 t/m 04-07-2009 | Hitnotering: 14-03-2009 t/m 04-07-2009 | Hitnotering: 14-03-2009 t/m 04-07-2009 | Hitnotering: 14-03-2009 t/m 04-07-2009 | Hitnotering: 14-03-2009 t/m 04-07-2009 | Hitnotering: 14-03-2009 t/m 04-07-2009 | Hitnotering: 14-03-2009 t/m 04-07-2009 |
| Week:                                  | 1                                      | 2                                      | 3                                      | 4                                      | 5                                      | 6                                      | 7                                      | 8                                      | 9                                      | 10                                     | 11                                     | 12                                     | 13                                     | 14                                     | 15                                     | 16                                     | 17                                     |                                        |
| -------------------------------------- | -------------------------------------- | -------------------------------------- | -------------------------------------- | -------------------------------------- | -------------------------------------- | -------------------------------------- | -------------------------------------- | -------------------------------------- | -------------------------------------- | -------------------------------------- | -------------------------------------- | -------------------------------------- | -------------------------------------- | -------------------------------------- | -------------------------------------- | -------------------------------------- | -------------------------------------- | -------------------------------------- |
| Positie:                               | 27                                     | 4                                      | 1                                      | 1                                      | 1                                      | 1                                      | 1                                      | 1                                      | 1                                      | 1                                      | 4                                      | 4                                      | 6                                      | 11                                     | 22                                     | 30                                     | 39                                     | uit                                    |

| Hitnotering: 07-03-2009 t/m 05-12-2009 | Hitnotering: 07-03-2009 t/m 05-12-2009 | Hitnotering: 07-03-2009 t/m 05-12-2009 | Hitnotering: 07-03-2009 t/m 05-12-2009 | Hitnotering: 07-03-2009 t/m 05-12-2009 | Hitnotering: 07-03-2009 t/m 05-12-2009 | Hitnotering: 07-03-2009 t/m 05-12-2009 | Hitnotering: 07-03-2009 t/m 05-12-2009 | Hitnotering: 07-03-2009 t/m 05-12-2009 | Hitnotering: 07-03-2009 t/m 05-12-2009 | Hitnotering: 07-03-2009 t/m 05-12-2009 | Hitnotering: 07-03-2009 t/m 05-12-2009 | Hitnotering: 07-03-2009 t/m 05-12-2009 | Hitnotering: 07-03-2009 t/m 05-12-2009 | Hitnotering: 07-03-2009 t/m 05-12-2009 | Hitnotering: 07-03-2009 t/m 05-12-2009 | Hitnotering: 07-03-2009 t/m 05-12-2009 | Hitnotering: 07-03-2009 t/m 05-12-2009 | Hitnotering: 07-03-2009 t/m 05-12-2009 | Hitnotering: 07-03-2009 t/m 05-12-2009 | Hitnotering: 07-03-2009 t/m 05-12-2009 | Hitnotering: 07-03-2009 t/m 05-12-2009 |
| Week:                                  | 1                                      | 2                                      | 3                                      | 4                                      | 5                                      | 6                                      | 7                                      | 8                                      | 9                                      | 10                                     | 11                                     | 12                                     | 13                                     | 14                                     | 15                                     | 16                                     | 17                                     | 18                                     | 19                                     | 20                                     | 21                                     |
| -------------------------------------- | -------------------------------------- | -------------------------------------- | -------------------------------------- | -------------------------------------- | -------------------------------------- | -------------------------------------- | -------------------------------------- | -------------------------------------- | -------------------------------------- | -------------------------------------- | -------------------------------------- | -------------------------------------- | -------------------------------------- | -------------------------------------- | -------------------------------------- | -------------------------------------- | -------------------------------------- | -------------------------------------- | -------------------------------------- | -------------------------------------- | -------------------------------------- |
| Positie:                               | 14                                     | 3                                      | 3                                      | 2                                      | 1                                      | 1                                      | 2                                      | 2                                      | 1                                      | 2                                      | 4                                      | 4                                      | 5                                      | 4                                      | 13                                     | 14                                     | 14                                     | 36                                     | 39                                     | 27                                     | 22                                     |
| Week:                                  | 22                                     | 23                                     | 24                                     | 25                                     | 26                                     | 27                                     | 28                                     | 29                                     | 30                                     | 31                                     | 32                                     | 33                                     | 34                                     | 35                                     | 36                                     | 37                                     | 38                                     | 39                                     | 40                                     |                                        |                                        |
| Positie:                               | 25                                     | 30                                     | 40                                     | 38                                     | 41                                     | 48                                     | 55                                     | 59                                     | 57                                     | 64                                     | 55                                     | 58                                     | 52                                     | 67                                     | 64                                     | 62                                     | 65                                     | 74                                     | 90                                     | uit                                    |                                        |

| Hitnotering: (Week 1 t/m 28) 31-01-2009 t/m 08-08-2009 Hitnotering: (Week 29) 22-08-2009 Hitnotering: (Week 30) 05-09-2009 Hitnotering: (Week 31) 19-09-2009 Hitnotering: (Week 32 t/m 34) 02-01-2010 t/m 16-01-2010 Hitnotering: (Week 35 t/m 36) 22-05-2010 t/m 29-05-2010 | Hitnotering: (Week 1 t/m 28) 31-01-2009 t/m 08-08-2009 Hitnotering: (Week 29) 22-08-2009 Hitnotering: (Week 30) 05-09-2009 Hitnotering: (Week 31) 19-09-2009 Hitnotering: (Week 32 t/m 34) 02-01-2010 t/m 16-01-2010 Hitnotering: (Week 35 t/m 36) 22-05-2010 t/m 29-05-2010 | Hitnotering: (Week 1 t/m 28) 31-01-2009 t/m 08-08-2009 Hitnotering: (Week 29) 22-08-2009 Hitnotering: (Week 30) 05-09-2009 Hitnotering: (Week 31) 19-09-2009 Hitnotering: (Week 32 t/m 34) 02-01-2010 t/m 16-01-2010 Hitnotering: (Week 35 t/m 36) 22-05-2010 t/m 29-05-2010 | Hitnotering: (Week 1 t/m 28) 31-01-2009 t/m 08-08-2009 Hitnotering: (Week 29) 22-08-2009 Hitnotering: (Week 30) 05-09-2009 Hitnotering: (Week 31) 19-09-2009 Hitnotering: (Week 32 t/m 34) 02-01-2010 t/m 16-01-2010 Hitnotering: (Week 35 t/m 36) 22-05-2010 t/m 29-05-2010 | Hitnotering: (Week 1 t/m 28) 31-01-2009 t/m 08-08-2009 Hitnotering: (Week 29) 22-08-2009 Hitnotering: (Week 30) 05-09-2009 Hitnotering: (Week 31) 19-09-2009 Hitnotering: (Week 32 t/m 34) 02-01-2010 t/m 16-01-2010 Hitnotering: (Week 35 t/m 36) 22-05-2010 t/m 29-05-2010 | Hitnotering: (Week 1 t/m 28) 31-01-2009 t/m 08-08-2009 Hitnotering: (Week 29) 22-08-2009 Hitnotering: (Week 30) 05-09-2009 Hitnotering: (Week 31) 19-09-2009 Hitnotering: (Week 32 t/m 34) 02-01-2010 t/m 16-01-2010 Hitnotering: (Week 35 t/m 36) 22-05-2010 t/m 29-05-2010 | Hitnotering: (Week 1 t/m 28) 31-01-2009 t/m 08-08-2009 Hitnotering: (Week 29) 22-08-2009 Hitnotering: (Week 30) 05-09-2009 Hitnotering: (Week 31) 19-09-2009 Hitnotering: (Week 32 t/m 34) 02-01-2010 t/m 16-01-2010 Hitnotering: (Week 35 t/m 36) 22-05-2010 t/m 29-05-2010 | Hitnotering: (Week 1 t/m 28) 31-01-2009 t/m 08-08-2009 Hitnotering: (Week 29) 22-08-2009 Hitnotering: (Week 30) 05-09-2009 Hitnotering: (Week 31) 19-09-2009 Hitnotering: (Week 32 t/m 34) 02-01-2010 t/m 16-01-2010 Hitnotering: (Week 35 t/m 36) 22-05-2010 t/m 29-05-2010 | Hitnotering: (Week 1 t/m 28) 31-01-2009 t/m 08-08-2009 Hitnotering: (Week 29) 22-08-2009 Hitnotering: (Week 30) 05-09-2009 Hitnotering: (Week 31) 19-09-2009 Hitnotering: (Week 32 t/m 34) 02-01-2010 t/m 16-01-2010 Hitnotering: (Week 35 t/m 36) 22-05-2010 t/m 29-05-2010 | Hitnotering: (Week 1 t/m 28) 31-01-2009 t/m 08-08-2009 Hitnotering: (Week 29) 22-08-2009 Hitnotering: (Week 30) 05-09-2009 Hitnotering: (Week 31) 19-09-2009 Hitnotering: (Week 32 t/m 34) 02-01-2010 t/m 16-01-2010 Hitnotering: (Week 35 t/m 36) 22-05-2010 t/m 29-05-2010 | Hitnotering: (Week 1 t/m 28) 31-01-2009 t/m 08-08-2009 Hitnotering: (Week 29) 22-08-2009 Hitnotering: (Week 30) 05-09-2009 Hitnotering: (Week 31) 19-09-2009 Hitnotering: (Week 32 t/m 34) 02-01-2010 t/m 16-01-2010 Hitnotering: (Week 35 t/m 36) 22-05-2010 t/m 29-05-2010 | Hitnotering: (Week 1 t/m 28) 31-01-2009 t/m 08-08-2009 Hitnotering: (Week 29) 22-08-2009 Hitnotering: (Week 30) 05-09-2009 Hitnotering: (Week 31) 19-09-2009 Hitnotering: (Week 32 t/m 34) 02-01-2010 t/m 16-01-2010 Hitnotering: (Week 35 t/m 36) 22-05-2010 t/m 29-05-2010 | Hitnotering: (Week 1 t/m 28) 31-01-2009 t/m 08-08-2009 Hitnotering: (Week 29) 22-08-2009 Hitnotering: (Week 30) 05-09-2009 Hitnotering: (Week 31) 19-09-2009 Hitnotering: (Week 32 t/m 34) 02-01-2010 t/m 16-01-2010 Hitnotering: (Week 35 t/m 36) 22-05-2010 t/m 29-05-2010 | Hitnotering: (Week 1 t/m 28) 31-01-2009 t/m 08-08-2009 Hitnotering: (Week 29) 22-08-2009 Hitnotering: (Week 30) 05-09-2009 Hitnotering: (Week 31) 19-09-2009 Hitnotering: (Week 32 t/m 34) 02-01-2010 t/m 16-01-2010 Hitnotering: (Week 35 t/m 36) 22-05-2010 t/m 29-05-2010 | Hitnotering: (Week 1 t/m 28) 31-01-2009 t/m 08-08-2009 Hitnotering: (Week 29) 22-08-2009 Hitnotering: (Week 30) 05-09-2009 Hitnotering: (Week 31) 19-09-2009 Hitnotering: (Week 32 t/m 34) 02-01-2010 t/m 16-01-2010 Hitnotering: (Week 35 t/m 36) 22-05-2010 t/m 29-05-2010 | Hitnotering: (Week 1 t/m 28) 31-01-2009 t/m 08-08-2009 Hitnotering: (Week 29) 22-08-2009 Hitnotering: (Week 30) 05-09-2009 Hitnotering: (Week 31) 19-09-2009 Hitnotering: (Week 32 t/m 34) 02-01-2010 t/m 16-01-2010 Hitnotering: (Week 35 t/m 36) 22-05-2010 t/m 29-05-2010 | Hitnotering: (Week 1 t/m 28) 31-01-2009 t/m 08-08-2009 Hitnotering: (Week 29) 22-08-2009 Hitnotering: (Week 30) 05-09-2009 Hitnotering: (Week 31) 19-09-2009 Hitnotering: (Week 32 t/m 34) 02-01-2010 t/m 16-01-2010 Hitnotering: (Week 35 t/m 36) 22-05-2010 t/m 29-05-2010 | Hitnotering: (Week 1 t/m 28) 31-01-2009 t/m 08-08-2009 Hitnotering: (Week 29) 22-08-2009 Hitnotering: (Week 30) 05-09-2009 Hitnotering: (Week 31) 19-09-2009 Hitnotering: (Week 32 t/m 34) 02-01-2010 t/m 16-01-2010 Hitnotering: (Week 35 t/m 36) 22-05-2010 t/m 29-05-2010 | Hitnotering: (Week 1 t/m 28) 31-01-2009 t/m 08-08-2009 Hitnotering: (Week 29) 22-08-2009 Hitnotering: (Week 30) 05-09-2009 Hitnotering: (Week 31) 19-09-2009 Hitnotering: (Week 32 t/m 34) 02-01-2010 t/m 16-01-2010 Hitnotering: (Week 35 t/m 36) 22-05-2010 t/m 29-05-2010 | Hitnotering: (Week 1 t/m 28) 31-01-2009 t/m 08-08-2009 Hitnotering: (Week 29) 22-08-2009 Hitnotering: (Week 30) 05-09-2009 Hitnotering: (Week 31) 19-09-2009 Hitnotering: (Week 32 t/m 34) 02-01-2010 t/m 16-01-2010 Hitnotering: (Week 35 t/m 36) 22-05-2010 t/m 29-05-2010 | Hitnotering: (Week 1 t/m 28) 31-01-2009 t/m 08-08-2009 Hitnotering: (Week 29) 22-08-2009 Hitnotering: (Week 30) 05-09-2009 Hitnotering: (Week 31) 19-09-2009 Hitnotering: (Week 32 t/m 34) 02-01-2010 t/m 16-01-2010 Hitnotering: (Week 35 t/m 36) 22-05-2010 t/m 29-05-2010 | Hitnotering: (Week 1 t/m 28) 31-01-2009 t/m 08-08-2009 Hitnotering: (Week 29) 22-08-2009 Hitnotering: (Week 30) 05-09-2009 Hitnotering: (Week 31) 19-09-2009 Hitnotering: (Week 32 t/m 34) 02-01-2010 t/m 16-01-2010 Hitnotering: (Week 35 t/m 36) 22-05-2010 t/m 29-05-2010 |
| Week: | 1 | 2 | 3 | 4 | 5 | 6 | 7 | 8 | 9 | 10 | 11 | 12 | 13 | 14 | 15 | 16 | 17 | 18 | 19 | 20 | 21 |
| --- | --- | --- | --- | --- | --- | --- | --- | --- | --- | --- | --- | --- | --- | --- | --- | --- | --- | --- | --- | --- | --- |
| Positie: | 36 | 15 | 2 | 1 | 2 | 1 | 1 | 1 | 1 | 1 | 1 | 1 | 1 | 2 | 2 | 4 | 6 | 9 | 15 | 15 | 20 |
| Week: | 22 | 23 | 24 | 25 | 26 | 27 | 28 | | 29 | | 30 | | 31 | | 32 | 33 | 34 | | 35 | 36 | |
| Positie: | 24 | 23 | 22 | 21 | 25 | 31 | 35 | uit | 48 | uit | 48 | uit | 49 | uit | 32 | 24 | 46 | uit | 48 | 42 | uit |

### NPO Radio 2 Top 2000
| Nummer met noteringen in de NPO Radio 2 Top 2000 | '11 | '12 | '13  | '14  | '15  | '16  | '17  | '18  | '19  | '20  | '21  | '22  | '23  | '24  |
| ------------------------------------------------ | --- | --- | ---- | ---- | ---- | ---- | ---- | ---- | ---- | ---- | ---- | ---- | ---- | ---- |
| Poker Face                                       | 704 | 915 | 1167 | 1615 | 1684 | 1887 | 1645 | 1659 | 1591 | 1614 | 1764 | 1475 | 1409 | 1448 |

1. ↑  Een vetgedrukt getal geeft de hoogste notering aan.
2. ↑  2011 was het eerste jaar met een notering voor dit nummer.

## Chris Hordijk
In de halve finale van tweede seizoen van The voice of Holland zong Chris Hordijk op 13 januari 2012 het nummer Poker Face. Doordat het nummer na de uitzending gelijk verkrijgbaar was als muziekdownload kwam de single een week later op nummer zes binnen in de Nederlandse Single Top 100.

### Hitnotering
| Hitnotering: 21-01-2012 t/m 04-02-2012 | Hitnotering: 21-01-2012 t/m 04-02-2012 | Hitnotering: 21-01-2012 t/m 04-02-2012 | Hitnotering: 21-01-2012 t/m 04-02-2012 | Hitnotering: 21-01-2012 t/m 04-02-2012 |
| Week:                                  | 1                                      | 2                                      | 3                                      |                                        |
| -------------------------------------- | -------------------------------------- | -------------------------------------- | -------------------------------------- | -------------------------------------- |
| Positie:                               | 6                                      | 23                                     | 84                                     | uit                                    |